# عز الدین
عز الدین یک منطقهٔ مسکونی در سوریه است که در شهرستان الرستن واقع شده‌است.

## خصوصیات
عز الدین ۲٬۱۶۲ نفر جمعیت دارد.